# Belfort
Belfort je město na východě Francie, v regionu Franche-Comté, departmentu Territoire de Belfort, asi 50 km jihozápadně od Mulhouse. Město leží v úvalu mezi pohořími Vogézy a Jura, na důležité dopravní trase mezi řekami Rýn a Rhôna. Toto údolí bývá nazývané Belfortská brána. Už od prehistorické doby bylo toto území významným koridorem, kterým procházely obchodní, vojenské a migrační trasy mezi západní a střední Evropou.
V roce 2010 zde žilo 50 078 obyvatel.

## Rodáci
- François Joseph Heim (1787 – 1865), malíř
- Jules Brunet (1838 – 1911), vojenský důstojník
- Louis-Gabriel-Charles Vicaire (1848 – 1900), básník
- Gérard Grisey (1946 – 1998), hudební skladatel

## Partnerská města
- Bad Lobenstein, Německo
- Boumerdès, Alžírsko
- Delémont, Švýcarsko
- Leonberg, Německo
- Mohammédia, Maroko
- Nový Bělehrad, Srbsko
- Skikda, Alžírsko
- Stafford, Spojené království
- Záporoží, Ukrajina

## Galerie

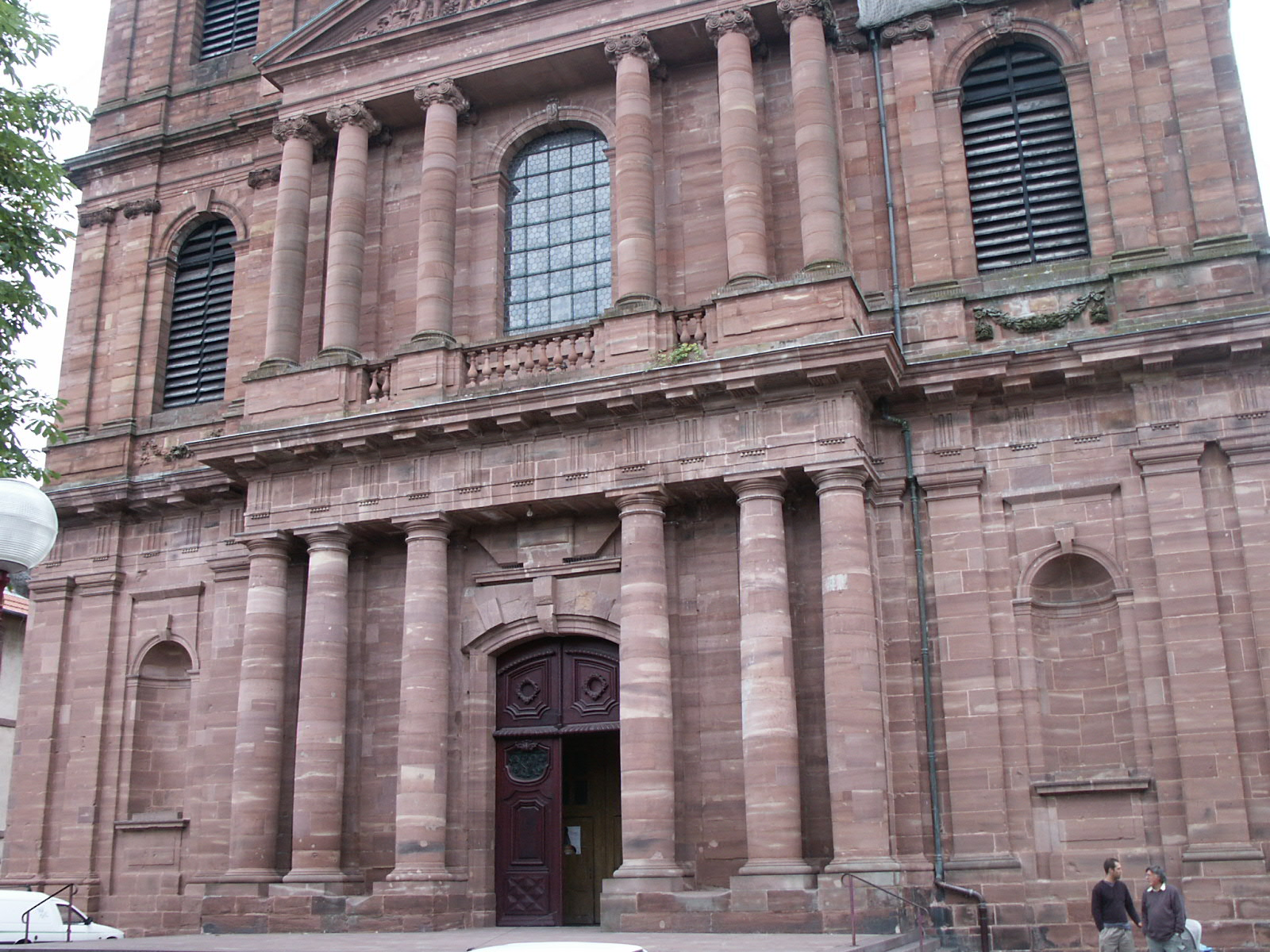
Katedrála sv. Kryštofa
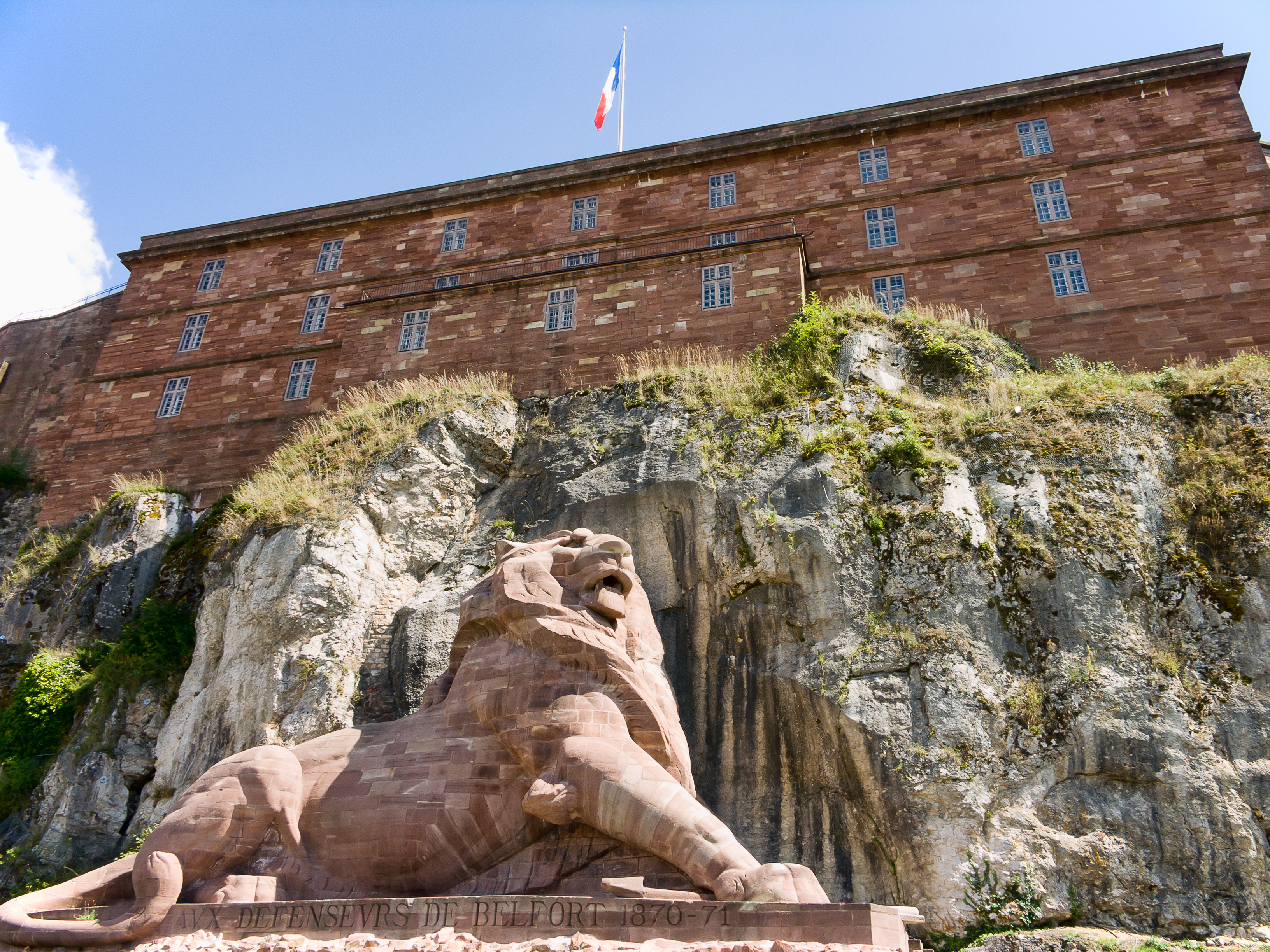
Belfortský lev pod citadelou, symbol města
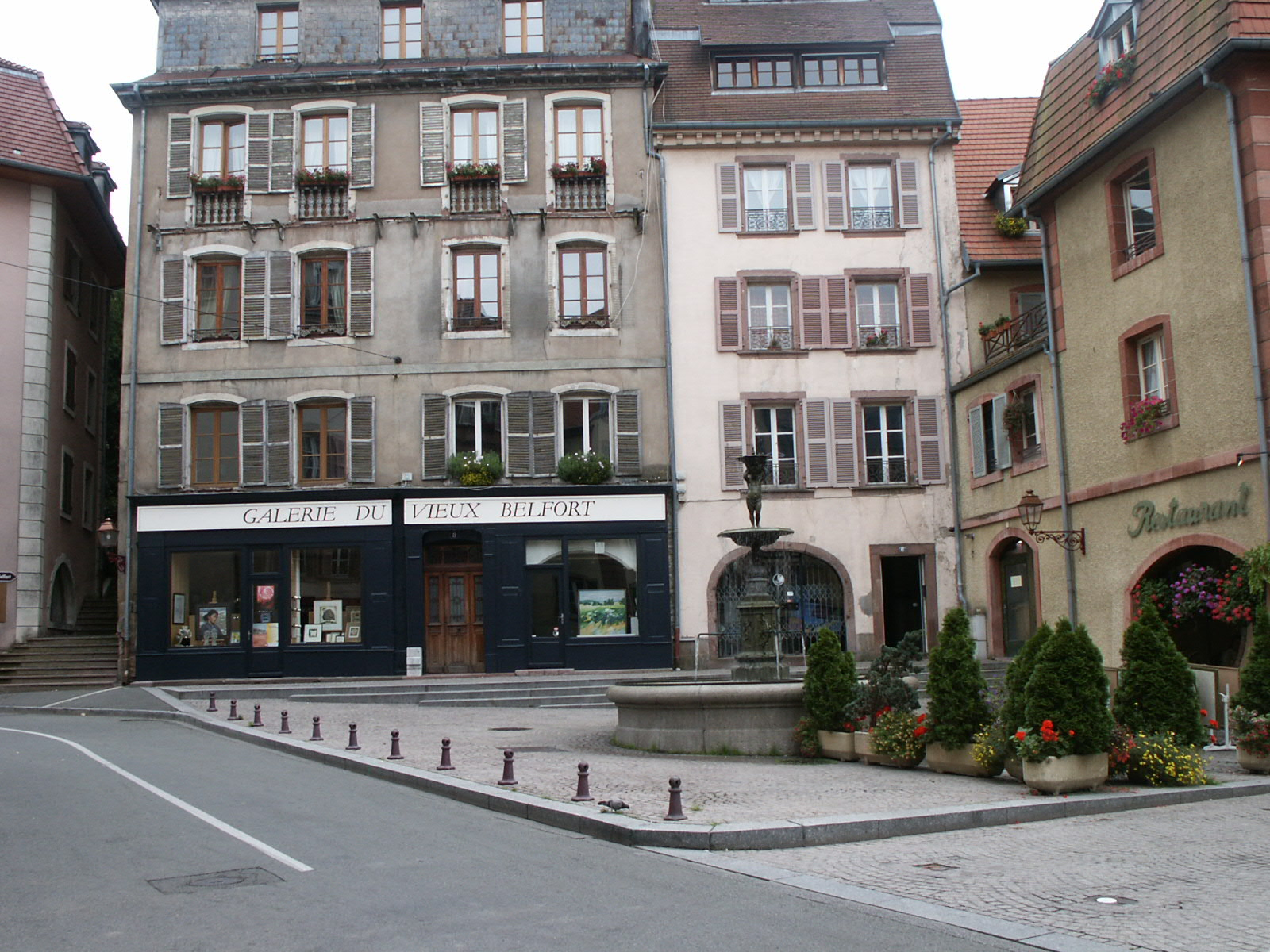
Centrální náměstí
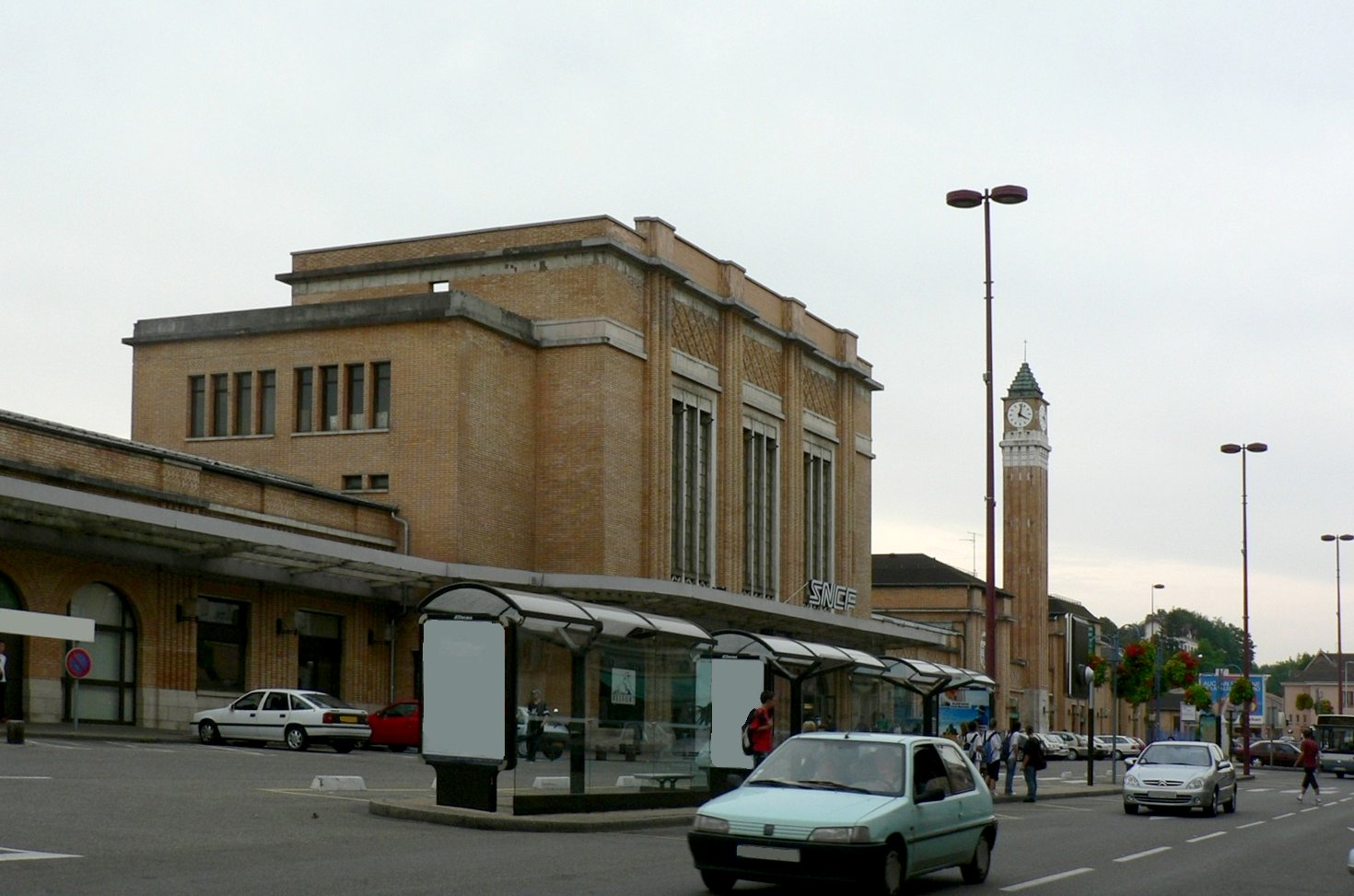
Nádraží v Belfortu